# Xenoophorus captivus
Xenoophorus captivus (Hubbs, 1924), è un pesce d'acqua dolce appartenente alla famiglia Goodeidae, sottofamiglia Goodeinae, nonché unico rappresentante del genere Xenoophorus.

## Distribuzione e habitat
Questa specie è endemica del bacino idrografico del Rio Pánuco, in Messico dove predilige acque basse con fondali sabbiosi.

## Descrizione
I maschi raggiungono una lunghezza massima di 5 cm, le femmine 7.

## Riproduzione
Come tutti i Godeidi, la fecondazione è interna. La gestazione dura circa 55 giorni, dopodiché la femmina partorisce da 10 a 25 avannotti.

## Alimentazione
Si nutre prevalentemente di alghe.

## Acquariofilia
X. caprivus è, sebbene poco diffusa in commercio, una specie allevata in acquario.